# Побєда (Сафоновський район)
Побєда (рос. Победа) — присілок Сафоновського району Смоленської області Росії. Входить до складу Казулінського сільського поселення.
Населення — 0 осіб (2007 рік).